# Transferurile de populație dintre Germania Nazistă și Uniunea Sovietică
Transferurile de populație dintre Germania Nazistă și Uniunea Sovietică au fost un transfer de populație din perioada 1939 – 1941 a etnicilor germani și etnicilor slavi răsăriteni în conformitate cu prevederile unui acord care ținea de noua  frontieră dintre Germania Nazistă și Uniunea Sovietică, ca parte a politicii naziste cunoscute ca Heim ins Reich (Acasă în Reich)⁠(d).

## Contextul istoric
Unul dintre principalele obiective ale lui Adolf Hitler din timpul guvernării sale a fost să-i unească pe toți vorbitorii de limbă germană într-un singur teritoriu. Au existat sute de mii de etnici germani care trăiau în afara granițelor Germaniei, mai ales în Europa Centrală și Răsăriteană, cel mai mare număr fiind în Rusia. Majoritatea acestor grupuri de origine germană locuiseră în afara Germaniei de sute de ani, după ce emigraseră spre est între secolele XII-XVIII. În ciuda acestui fapt, Hitler a planificat să îi mute pe toți acești oameni spre vest, în Germania Nazistă. În același timp, Hitler credea că frontierele și teritoriile din 1937 ale Germaniei, adică înainte de „Anschluss” (anexarea) Austriei și Sudetenlandului, erau nepotrivite pentru primirea unui mare număr de germani din Europa Răsăriteană. În această perioadă a crescut foarte mult propaganda pentru  Lebensraum (spațiu vital). 

## Pregătirea „bazei legale”
Dat fiind faptul că cel mai mare număr de etnici germani trăia în Rusia, Hitler era conștient că nu poate recoloniza toate aceste persoane fără cooperarea deplină a Iosif Vissarionovici Stalin și a Uniunii Sovietice. La sfârșitul lunii august 1939 (cu o săptămână înainte de invadarea Poloniei și de declanșarea celei de-a doua conflagrații mondiale), Hitler și-a trimis ministrul de externe, Joachim von Ribbentrop, la Moscova pentru negocierea unui pact de neagresiune cu Uniunea Sovietică, care avea să devină cunoscut ca Pactul Ribbentrop-Molotov. Obiectivul imediat al lui Hitler era evitarea intrării într-un război pe două fronturi. Problemele convenite în pact au fost împărțirea teritoriilor din Europa Centrală și de Est în cele două sfere de influență germană și sovietică și transferul reciproc de populație, în funcție de etnia acestora.
Planul lui Hitler a fost să invadeze partea de vest a Poloniei (prin pactul de neagresiune, Germania cedase estul Poloniei Uniunii Sovietice) și mai apoi să oblige toate persoanele non-germane (în majoritate cetățeni polonezi) să își părăsească localitățile de baștină, să le mute în Guvernământul General sau în lagăre pentru muncă forțată. Odată ce aceste teritorii erau libere de non-germani, transferurile de populație ar fi putut începe, etnicii germani fiind colonizați în casele polonezilor expropriați.

## Transferurile de populație 1939–1944
Transferurile planificate au fost anunțate etnicilor germani și, în general, opiniei publice doar în octombrie 1939.
Naziștii și-au propus să încurajeze întoarcerea „germanilor din afara Germaniei”⁠(d), (Volksdeutsche), de exemplu a celor din statele baltice, prin utilizarea propagandei. Propaganda nazistă a folosit tactici de înspăimântare cu privire la Uniunea Sovietică, rezultatul fiind plecarea a zeci de mii de germani. Cei care au plecat nu au fost denumiți „refugiați”, ci au fost descriși mai degrabă ca „răspunzând la apelul Führerului”.  Pentru ca să crească susținerea pentru acest program, filme germane de propagandă precum GPU sau  Friesennot i-au prezentat pe germanii baltici ca fiind grav persecutați în regiunile unde trăiau de secole. 
Familiile de germani au fost transportate cu vaporul din statele baltice și cu trenul din alte teritorii. Guvernul german a aranjat transferul mobilierului și al obiectelor personale. Toate bunurile imobile au fost vândute, banii fiind încasați de guvernul german și nu de familiile mutate. Aceasta a fost o soluție găsită de autoritățile naziste ca să rupă toate legăturile celor transferați cu zonele în care locuiseră până atunci. Valoarea imobilelor rămase în regiunile părăsite urmau să fie compensate cu bani gheață și cu proprietăți confiscate în Polonia ocupată. 
Strămutații au fost trimiși în tabere pentru evaluare rasială, pentru a preveni „contaminarea” populației germane native. În aceste tabere au fost împărțiți în grupuri. Grupul A, „Altreich”, urmau să se stabilească în Germania, lor urmând să nu li se repartizeze ferme și să nu li se permită să deschidă întreprinderi mici (pentru a permite o supraveghere mai atentă). Grupul S „Sonderfall”, urmau să fie folosit la muncă forțată. Grupul O, „Ost-Fälle”, cu cea mai bună clasificare, urma să fie așezați în regiunea „Zidului de Est” - regiunile ocupate în Polonia, pentru apărarea Reichului de amenințarea dinspre răsărit. Membrii grupului O se bucurau de liberatate totală.  Acest ultim grup, după ce a petrecut ceva timp în lagărele de refugiați din Germania, a fost în cele din urmă reinstalat în Polonia ocupată și în regiunea Zamość, în conformitate cu prevederile  Generalplan Ost. Au fost emise ordine de deportare, care impuneau îndepărtarea unui număr suficient de polonezi pentru asigurarea locului fiecărui colonist. Dacă, de exemplu, erau trimiși în zonă douăzeci de „maeștri brutari” germani, douăzeci de brutării poloneze trebuiau expropriate și proprietarii lor deportați. Coloniștilor li s-au dat deseori case poloneze, unde familiile au fost evacuate atât de repede, încât pe mese rămăsese ultimele feluri de mâncare neterminate, iar copii mici fuseseră luați din paturi fără ca părinții să mai apuce să le aranjeze așternuturile.  Membri ai  organizațiilor Tineretul hitlerist și Asociația fetelor germane⁠(d) au primit sarcina să supravegheze evacuările ca să se asigure că polonezii lăsau în urma lor cea mai mare parte a bunurilor lor, care urmau să fie folosite de coloniștii germani.  Odată cu venirea noilor locatari, a început procesul de germanizare a teritoriului.
Etnicii germani au fost evacuați din pe teritoriile ocupate de Uniunea Sovietică în 1940, în special din Basarabia (vezi germani basarabeni) și statele baltice (vezi germani baltici), toate având până în acel moment minorități germane numeroase. Majoritatea germanilor baltici au fuseseră însă deja relocați la sfârșitul anului 1939, înainte de ocuparea Estoniei și Letoniei de către Uniunea Sovietică în iunie 1940. În majoritatea cazurilor, germanilor li s-au dat ferme luate de la 110.000 polonezi, care au fost expulzați din zonă .
Etnici germani transferați de Germania Nazistă 1939-1944
| Etnici germani reinstalați din                    | Reinstalați în                                 | Reinstalați în                | Reinstalați în       | Reinstalați în | Reinstalați în | Reinstalați în |           |
|                                                   | regiunile Poloniei anexate de Germania Nazistă | Guvernământul General/Polonia | Regiunea Oder-Neisse | Danzig         | Austria        | Cehoslovacia   | Total     |
| ------------------------------------------------- | ---------------------------------------------- | ----------------------------- | -------------------- | -------------- | -------------- | -------------- | --------- |
| Teritoriile Poloniei anexate de Uniunea Sovietică | 56.000                                         | 17.000                        | 46.000               | -              | 5.000          | -              | 124.000   |
| Chełm & Narew în Polonia                          | 29.000                                         | 11.000                        | 2.000                | -              | -              | -              | 42.000    |
| Statele baltice                                   | 87.000                                         | -                             | 40.000               | -              | -              | -              | 127.000   |
| Uniunea Sovietică                                 | 265.000                                        | 35.000                        | 70.000               | -              | -              | -              | 370.000   |
| România                                           | 128,000                                        | 12.000                        | 52.000               | -              | 20.000         | -              | 212.000   |
| Iugoslavia                                        | 10.000                                         | -                             | 10.000               | -              | 15.000         | -              | 35.000    |
| Germanii din Reich la vest de Linia Oder-Neisse   | -                                              | 290.000                       | 225.000              | 15.000         | -              | 30.000         | 560.000   |
| Germanii din Reich la est de Linia Oder-Neisse    | -                                              | 380.000                       | -                    | -              | -              | 30.000         | 410.000   |
| Total                                             | 575.000                                        | 745.000                       | 445.000              | 15.000         | 40.000         | 60.000         | 1.880.000 |

Sursa: Dr. Gerhard Reichling, Die deutschen Vertriebenen in Zahlen, Teil 1, Bonn 1995, pp. 23–27